# Shōzō Shimada
Shōzō Shimada (japanisch 島田 章三 Shimada Shōzō; geboren 24. Juli 1933 in der Präfektur Kanagawa; gestorben 26. November 2016) war ein japanischer Maler und Holzschnittkünstler im Yōga-Stil.

## Leben und Wirken
Shōzō Shimada studierte bereits während seiner Schulzeit Malerei bei Sasaki Sasaki (佐々木 雅人), Kanazawa Shigeharu (金沢 重治) und Kumagai Kyūju (熊谷 九寿) und gewann viele Preise bei Malwettbewerben in der Präfektur Kanagawa. Er trat 1949 in die Yokosuka High School ein. Nach seinem Abschluss an der Schule im Jahr 1952 besuchte er das Atelier von Nobuo Kawamura (川村 伸雄; 1892–1968) mit dem Ziel, an die Universität der Künste Tokio gehen. So trat er 1954 in die Abteilung für Ölmalerei an der Universität der Künste ein. Er studierte im 1. Jahr bei Kubo Mamoru, im 2. Jahr bei Ushijima Noriyuki, im 3. Jahr bei Yamaguchi Kaoru und im 4. Jahr bei Itō Ren. Bereits während des Studiums, das er 1958 abschloss, erhielt er 1957 auf der Kokugakai-Ausstellung den Preis der Kokugakai für das Bild „Noirōze“ (ノイローゼ) – „Neurose“. Das Bild zeigt eine nach oben blickende Frau mit einer Wanduhr an der Brust und einer Puppe am Kinn. Im Oktober desselben Jahres fand in der Saegusa-Galerie die „Keiji Hayashi (林 敬二; * 1933) und Shōzō Shimada Ausstellung“ statt. Im Dezember kam es auf Empfehlung des Kunstexperten Fukushima Shigetarō (福島繁太郎) zur Einzelausstellung in der Forum-Galerie. 1958 schloss er sein Studium ab. 
1961 stellte Shimada bei der Kokugakai die abstrahierend in dicken Farben gemalten Bilder „Ushi kanashi“ (うしかなし) – etwa „Kuh, traurig“ und „Tori tanoshi“ (とりたのし) – etwa „Vogel, vergnügt“ aus und wurde Mitglied der Gesellschaft. 1966 wurde als Lehrkraft an die neue eingerichtete „Aichi University of the Arts“ (愛知県立芸術大学, Aichi kenritsu geijutsu daigaku) berufen. 1967 wurde er für „Haha to ko ni supēsu“ (母と子のスペース) – etwa „Raum für Mutter und Kind“ mit Yasui-Preis (安井賞) ausgezeichnet. 
1968 besuchte Shimada mit Unterstützung der Präfektur Aichi nach Europa und bereiste von Paris aus auch Spanien und Italien. Nach seiner Rückkehr 1969 wurde er zum Assistenzprofessor an seiner Hochschule und 1973 zum Professor an seiner Hochschule ernannt. 1979 gewann er den Großen Preis des „Tōgō-Seiji-Museum-of-Art“ (東郷青児美術館大賞) für „Honoo“ (炎) – „Flamme“. Im selben Jahr bereiste er die USA, 1983 Brasilien.
1990 wurde ein Werk, das er im Jahr zuvor auf der 63. Ausstellung der Kokugakai gezeigt hatte, nämlich „Tori kara no keiji“ (鳥からの啓示) – etwa „Offenbarung, vermittelt durch Vögel“ mit dem 8. Miyamoto-Saburō-Gedächtnispreis (宮本三郎記念賞) – benannt nach dem Maler Miyamoto Saburō – ausgezeichnet. 1999 wurde er mit dem Preis der Akademie der Künste ausgezeichnet. Er wurde im selben Mitglied der Akademie. 2004 wurde Shimada als Person mit besonderen kulturellen Verdiensten geehrt. Er wurde 2013 Präsident der Aichi University of the Arts. 
Shimada ist bekannt für seine poetischen Arbeiten zum Thema Vögel. Er war der jüngere Bruder des Dichters Shūji Shimada (島田 修二; 1928–2004).